# La Montée du Carmel (livre)
La Montée du Carmel ou « La subida del Monte carmelo » est un traité de spiritualité écrit par Jean de la Croix. Il décrit dans son ouvrage le rôle actif de l'âme dans son ascension vers Dieu. 
L'ouvrage est rédigé entre 1584 et 1587, afin de répondre à une demande des carmélites et des carmes sur la signification des vers du poème La Nuit obscure. Jean de la Croix débute alors la rédaction d'une grande œuvre en 4 volumes pour décrire les purifications actives et passives de l'âme qui permettent d'atteindre l'union à Dieu. Mais l'auteur, en débutant la rédaction de ses autres traités mystiques (la Nuit obscure, le Cantique spirituel et la Vive Flamme d'amour), va écourter son traité initial (ayant déjà traité certains points dans ses autres œuvres il aurait probablement fait des redites). Si cet ouvrage semble incomplet ou non terminé (quatre livres annoncés en introduction, mais seulement trois rédigés), certains commentateurs estiment que l’œuvre didactique rédigée par le carme doit être vue dans son ensemble (les quatre traités) : elle est alors complète, du chemin de purification jusqu'à l'union mystique. La Montée du Carmel est alors dans ce cadre, le premier des traités, présentant les purification actives du « commençant ».
Pour illustrer cet ouvrage et cette montée du mont Carmel, Jean de la Croix a réalisé un petit dessin qu'il a donné aux religieuses avec son enseignement. Ce dessin a évolué, a subi quelques améliorations au cours des années, et Marie du Saint Sacrement en a publié une version dans l'édition « de princeps » des œuvres de saint Jean de la Croix. Un poème homonyme (La Montée du Carmel) a été également composé par Jean de la Croix, mais contrairement à d'autres poèmes (La Nuit obscure, Le Cantique spirituel et La Vive Flamme d'amour), celui-ci n'a pas servi de fil conducteur pour la rédaction de son œuvre mystique. Ce poème est néanmoins évoqué rapidement dans le traité.

## Historique de l'œuvre

### Le contexte historique
La Montée du Carmel ou « La subida del Monte carmelo » est un traité de spiritualité écrit par Jean de la Croix entre 1584 et 1587.
Au lendemain de sa captivité à Tolède en 1578 Jean de la Croix écrit un poème : La Nuit obscure. Il  se voit demandé par des carmélites des explications sur la signification de son poème. 
Jean de la Croix va alors rédiger pour elles un traité spirituel (La Montée du Carmel) qui a pour objectif d'expliquer vers après vers le contenu du poème, où il décrit le rôle actif de l'âme dans son ascension vers Dieu. Durant cette période, Jean de la Croix va rédiger en même temps ses autres traités majeurs :
- en 1584 il écrit le traité La Montée du Carmel (La subida al monte carmelo) dans lequel il cherche à montrer le chemin actif qui mène à Dieu.
- en 1585, en seulement quinze jours, il rédige le traité « La noche oscura » dans lequel il décrit les purifications passives présentes dans la nuit spirituelle[3].
- enfin, à la demande d'Ana de Peñalosa[N 1], il rédige le traité La Vive Flamme d'amour, qui est le commentaire du poème de même titre[4], et décrit l'expérience de l'union de l'âme avec Dieu.

Si l'ouvrage est terminé vers 1587, à Grenade, il ne sera officiellement publié que 30 ans plus tard. L'opposition de Jean de la Croix à Nicolas Doria (alors général de l'Ordre des Carmes déchaux) ayant entrainé une suspicion sur les œuvres de Jean de la Croix, toute publication officielle a été bloquée durant plusieurs années. Ce qui n'a pas empêché les religieuses de recopier manuellement l’œuvre pour en disposer. C'est ainsi qu'Anne de Jésus amène à Paris (en 1604) un exemplaire de l'œuvre qui sera à l'origine de la première traduction et publication en français (en 1622) de la Nuit obscure. La première publication de ce traité en Espagne n'ayant eu lieu que 4 années plus tôt à Alcala.

### Rédaction deLa Montée du Carmel

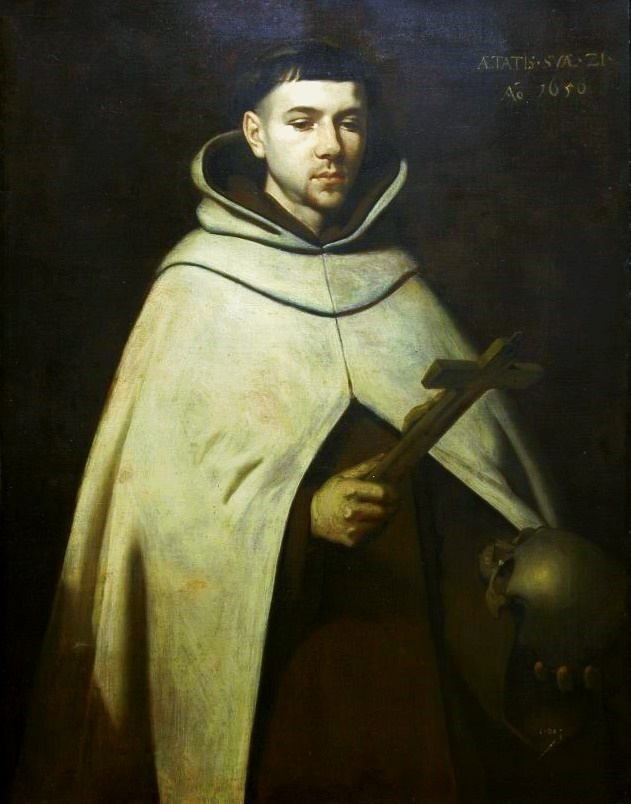
Portrait de Jean de la Croix, par Zurbarán.

La rédaction de La Montée du Carmel est le fruit d'un long travail de la part de Jean de la Croix. Ce travail dura plusieurs années entrecoupé d'arrêts dans la rédaction. On sait ainsi qu'il a écrit La Nuit obscure et la Vive Flamme d'amour, alors qu'il avait déjà commencé son travail sur La Montée du Carmel.
Le travail de rédaction commence à l'époque où Jean de la Croix est prieur à Grenade, Jean de la Croix a alors déjà écrit « Précautions », et il cherche dans la Montée du Carmel à expliquer son poème « Au milieu d'une nuit obscure ». L'ouvrage la Montée du Carmel cherche donc à être une explication dogmatique de l'expérience personnelle et spirituelle que Jean de la Croix a vécue. Cette expérience est celle de l'ascension à Dieu et le passage à travers ce qu'il appelle la « nuit de l'âme ».
L'écriture de La Montée du Carmel sera entrecoupée et l'ouvrage La Nuit obscure écrite par Jean de la Croix semble faire partie intégrante de la même logique explicative. Juan Evangilista, moine carme qui accompagne Jean de la Croix lors de ses déplacements affirme que la nuit obscure est la continuation de la Montée du Carmel. Cependant l’œuvre de la nuit obscure ne suit pas la même méthode et la même logique, la structure de la rédaction différente n'en fait donc pas la même œuvre, malgré les thèmes très proches entre les deux œuvres.
La Montée du Carmel n'est pas achevé, l’œuvre s'arrêtant au chapitre 45 de la troisième partie. Jean de la Croix affirmait vouloir développer certains aspects dans les chapitres précédents, mais ne semble pas l'avoir fait, ou les documents ont été perdus, laissant incomplète l’œuvre. Une autre hypothèse propose que les deux ouvrages La Montée du Carmel et la Nuit Obscure ne forment qu'une seule et grande œuvre didactique inachevée, les purifications actives étant présentées dans la Montée du Carmel et les purifications passives dans la Nuit obscure. Jean de la Croix, ayant rédigé ses deux œuvres majeures en parallèle, n'aurait pas eu le temps de refondre les deux ouvrages en un seul, et n'aurait pas pu poursuivre les deux ouvrages indépendamment l'un de l'autre sans réaliser de nombreuses redites.

### Le dessin Monte Carmelo

Dessin de la montée du mont Carmel réalisé par Jean de la Croix au XVI.

L'origine du livre La Montée du Carmel vient de l'activité de directeur spirituel de Jean de la Croix. Alors directeur spirituel du couvent des carmélites du Calvario, Jean de la Croix dessine sur un schéma l'ascension de l'homme à Dieu. Il donne alors aux sœurs, en adaptant à chacune d'entre elles des schémas de la montée du Carmel, dans lequel il dessine les différents chemins et obstacles à l'union à Dieu. Les dessins, surnommés « Monte Carmelo » visaient donc à expliquer le chemin spirituel de manière imagée. Il ne reste cependant que très peu d'originaux des exemplaires de Jean de la Croix, la plupart sont des copies faites après sa mort et certains exemplaires ont disparu.
Les dessins du « Monte Carmelo » ne sont pas présents dans les premières éditions de La Montée du Carmel, mais apparaissent plus tardivement dans les éditions de La Montée du Carmel. Jean de la Croix fait cependant mention du dessin à plusieurs reprises dans son ouvrage montrant la place centrale du dessin dans l'œuvre,. Le premier dessin donné à Madeleine du Saint-Esprit est conservé au couvent carmélitain de Notre-Dame-des-Neiges (Villa de Burgos, Malaga).

## Présentation de l'œuvre

### Structure de l’œuvre
La montée du Carmel se veut à l'origine une explication du poème « Au milieu d'une nuit obscure », Jean de la Croix cherchant à expliquer ce que signifiait ce poème à des religieuses qui lui en demandaient le sens. L'explication de Jean de la Croix va cependant dépasser le simple commentaire, et semble un compromis entre le traité doctrinal et l'explication du poème. L'absence de plan défini au départ de l'ouvrage conduit pour Eulegio Pacho à une œuvre « hybride » ou se mélange et s'entrecroise une explication poétique et doctrinale.
Alors que dans une première partie Jean de la Croix part de l'explication des strophes pour développer leurs contenus, les références à la poésie sont beaucoup moins présentes dans les deux autres parties, La Montée du Carmel étant alors plus doctrinal.

### Plan de l'ouvrage
Dans le livre I, Jean de la Croix développe le thème de la nuit noire de l'âme, dans lequel il montre la difficulté de la foi qui vit dans cet état, ainsi que la nuit active des sens où Jean de la Croix parle de la mortification des sens et des tendances. Il donne des justifications à cette nuit des sens : la disproportion entre le sensible et l'Au-delà.
Le livre II concerne la nuit de l'entendement et principalement le rôle essentiel de la foi. Il décrit le passage de la méditation discursive à l'oraison de la passivité. Il décrit la nécessaire passivité de l'esprit dans la prière.
Dans le livre III, Jean de la Croix développe la nuit active de la mémoire et de la volonté. Pour Jean de la Croix, Dieu est au-delà des biens naturels, il faut donc passer par un détachement intégral des biens qui ne sont pas Dieu, c'est pourquoi le croyant doit faire des efforts pour purifier les parties sensibles et spirituelles de son être.

### Résumé doctrinal
La Montée du Carmel cherche à expliquer l'union à Dieu, par la montée du Carmel, ou surnommée par Jean de la Croix la montée de la perfection. 
À partir de son expérience personnelle, Jean de la Croix décrit les différentes étapes qui mènent à Dieu, à travers les sentiers de la Nuit obscure, qui marquent pour Jean de la Croix les débuts de l'ascension à Dieu. 
Afin de parvenir à l'union avec Dieu, Jean de la Croix montre qu'il y a beaucoup de choses incompatibles entre l'homme et Dieu, l'homme doit donc passer par un chemin de purification pour se séparer de tout ce qui est incompatible avec la volonté de Dieu.
Au cours de la Montée du Carmel, Jean de la Croix décrit les processus de purification, décrivant les différents états spirituels antérieurs et postérieurs à cette purification. Jean de la Croix se focalise sur l'oraison et la communion avec Dieu. La vie ascétique n'est pas une fin en soi, mais a pour objectif l'union avec Dieu.
L'objectif de la montée du Carmel est l'union avec Dieu. L'union demande une transformation selon Jean de la Croix.
Pour cela, le chrétien doit s'appuyer sur (et faire croitre) les trois vertus théologales : la foi, l'espérance et la charité.

### Poèmela Montée du Carmel
Le poème intitulé la Montée du Carmel a été composé par Jean de la Croix, mais probablement après le début de la rédaction du traité car il n'est évoqué (partiellement) qu'au chapitre 13 du premier livre. Le poème est intégré dans le dessin du mont Carmel illustrant le parcours spirituel proposé dans le traité.

## Publications

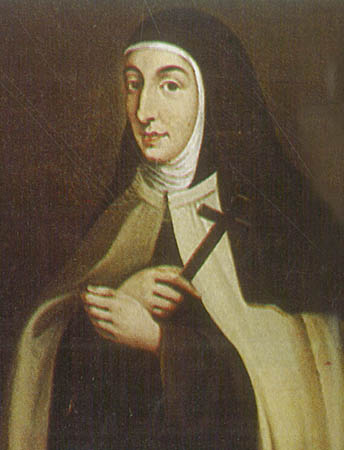
Anne de Jésus, à l'origine de la première publication de l'œuvre.

Cet ouvrage a été diffusé et publié à de nombreuses reprises lors de différentes éditions, soit seul, soit lors de la publication de recueils d'œuvre de Jean de la Croix. Voici quelques dates de publications :
- 1618 : publié en espagnol à Alcala, avec deux autres ouvrages[15].
- 1622 : publication à Paris de l'œuvre traduite par G. Gaultier[16].
- 1627 : publication à Bruxelles chez Godofredo Schoevarts[17].
- 1630 : publication intégrale de l'œuvre de Jean de la Croix en espagnol[18].
- 1641 : Traduction en français des Œuvres spirituelles[N 6] de Jean de la Croix par Cyprien de la Nativité de la Vierge. Plusieurs  rééditions sont réalisées au cours du XVIIe siècle (1645,  1652,  1675...). Cette version est rééditée au XXe siècle[19].
- 1695 : traduction par Jean Maillart (jésuite)[20]. Cette version est retenue au XIXe siècle dans la Patrologie de Migne[19].
- 1933-1937 : Œuvres complètes de Jean de la Croix, traduction nouvelle par Mère Marie du Saint-Sacrement, en 4 volumes.
- Jean de la Croix, Œuvres Complètes, Éditions du Cerf, coll. « Œuvres de Jean de la Croix », 1990, 1871 p. (ISBN 978-2-204-06643-3), p. 553-903.
- Jean de la Croix (trad. de l'espagnol), La montée du mont Carmel, Paris, Cerf, coll. « Sagesses chrétiennes », avril 2010, 473 p. (ISBN 978-2-204-09184-8).